# Солонецька Ольга Миколаївна
Ольга Миколаївна Солонецька (16 жовтня 1973, Харків) — українська акторка.

## Біографія
Закінчила середню школу № 45 м. Харкова.
Навчалася у Харківському національному університеті імені Василя Каразіна на факультеті іноземних мов (закінчила 2 курс).
З 1995 року — актриса Центру сучасного мистецтва «Театр Нова сцена [Архівовано 17 березня 2022 у Wayback Machine.]».
Актриса Харківського академічного російського драматичного театру імені А. С. Пушкіна.
Директор Центру сучасного мистецтва «Театр Нова сцена [Архівовано 17 березня 2022 у Wayback Machine.]».

## Творчість

### Театр

#### Ролі вХарківському драматичному театрі ім. А.С.Пушкіна[Архівовано2 березня 2021 уWayback Machine.]
- «Ляльковий дім» Г. Ібсен — Нора

- «Вишневий сад» А. Чехов — Варя

#### Ролі в театрі «Нова сцена[Архівовано17 березня 2022 уWayback Machine.]»
- «Ящик Пандори» — Олена

- «Вечеря для трьох» — Любов

- «Чоловік на годину» — Мері Трешмен

- «Розенкранц и Гильденстерн мертвы» Т. Стоппарда — Офелия

- «Как важно быть серьёзным» О. Вайлда — Сесили

- «Московской любви» О. Мухиной — Пирогова

## Нагороди та звання
- Лауреат премії «Народне визнання — 2005» в номінації «Театр» за роль Сюзанни Вальтер у виставі «Милий друг» (театр ім. Пушкіна) і роль Сюзетт в спектаклі «Як-небудь викрутимося» (театр «Нова сцена»).